# Laelia aurelia
Laelia aurelia är en fjärilsart som beskrevs av Fawcett 1917. Laelia aurelia ingår i släktet Laelia och familjen tofsspinnare. Inga underarter finns listade i Catalogue of Life.